# ایستگاه فیربانک
ایستگاه فیربانک (انگلیسی: Fairbank station) یک ایستگاه قطار سبک شهری در حال ساخت در خط ۵ اگلینتون، خط جدیدی است که بخشی از سیستم متروی تورنتو است. این مکان در محله فیربانک (تورنتو) در تقاطع خیابان دافرین و خیابان اگلینتون غربی واقع خواهد شد.